# N-231
La N-231 era una carretera nacional española que servía de acceso desde la Autopista del Mediterráneo al sur de la ciudad de Castellón de la Plana . Iniciaba su recorrido en la carretera N-340 y finalizaba en la salida 47 de la AP-7 Autopista del Mediterráneo.
Actualmente la N-231 está descatalogada ya que ha sido traspasada al Ayuntamiento de Castellón. Forma parte de la Ronda Sur de Castellón.